# Kristian Østergård (præst)
Kristian Østergård (engelsk: Kristian Ostergaard; født 5. februar 1855, død 9. oktober 1931) var en dansk-amerikansk luthersk præst, lærer og forfatter.